# Plant & Foulkes
Plant & Foulkes war ein britischer Hersteller von Automobilen.

## Unternehmensgeschichte
Das Unternehmen aus Moston, einem Vorort von Manchester, begann 1921 mit der Produktion von Automobilen. Der Markenname lautete PAF. Im gleichen Jahr endete die Produktion.

## Fahrzeuge
Das einzige Modell war ein Cyclecar. Ein V2-Motor von J.A.P. war vorne im Fahrzeug montiert und trieb über eine Kardanwelle die Hinterachse an. Das Zweiganggetriebe kam von Enfield. Die offene Karosserie bot Platz für zwei Personen. Der Preis betrug 220 Pfund.